# Гирчешть
Гирчешть (рум. Hîrcești) — село в Унгенському районі Молдови. Адміністративний центр однойменної комуни, до складу якої також входять села Дружба, Леордоая, Минзетешть та Веверіца.

## Населення
За даними перепису населення 2004 року у селі проживали 758 осіб.
Національний склад населення села:
| Національність       | Кількість осіб | Відсоток   |
| -------------------- | -------------- | ---------- |
| молдавани румуни     | 696 54         | 91,8% 7,1% |
| росіяни              | 5              | 0,7%       |
| болгари              | 1              | 0,1%       |
| інша / без відповіді | 2              | 0,3%       |
| Всього               | 758            | 100%       |